# Urbano Santos (Maranhão)
Urbano Santos est une municipalité brésilienne située dans l'État du Maranhão.